# Razor
Razor je kanadski thrash metal sastav iz grada Guelpha.

## Povijest sastava
Razor je kanadski speed/thrash metal sastav oformljen 1984. godine u kanadskom gradu Guelph. Sastav je tijekom karijere objavio glazbene video spotove za pjesme "Evil Invaders", "Shotgun Justice", "American Luck" i "Sucker for Punishment". Razor je prestao djelovati 1992. godine, ali je ponovo oformljen u drugoj polovici 90.-ih godina, nakon čega je izdan i njihov posljednji objavljeni studijski album - Decibels. Nedugo nakon toga sastav je opet prestao djelovati, s time da je 2005. godine ponovo nastavio s djelovanjem, povremeno nastupajući sve do danas, no nije imao daljnjih studijskih izdanja. Jedini stalni član Razora je bio i ostao Dave Carlo, gitarist i glavni tekstopisac. 

## Članovi sastava

### Posljednja poznata postava
- Dave Carlo – gitara (1984.-)
- Mike Campagnolol – bas-gitara (1984. – 1987., 2005.-)
- Bob Reid – vokal (1989.-)
- Rob Mills – bubnjevi (1987. – 1992., 1998-)

### Bivši članovi
- John Armstrong - bas (1990. – 2002.)
- Rich Oosterbosch - bubnjevi (1996. – 1998.)
- Adam Carlo - bas (1987. – 90., 2003. – 2005.)
- Stace "Sheepdog" McLaren - vokal (1984. – 89.)
- Mike Embro - bubnjevi (1984. – 87.)

## Diskografija
- Escape The Fire (1984.) (Vlastita produkcija)
- Armed & Dangerous (1984.) (Voice Records)
- Executioner's Song (1985.) (Unidisc)
- Evil Invaders (1985.) (Unidisc)
- Malicious Intent (1986.) (Unidisc)
- Custom Killing (1987.) (Fist Fight Rec.)
- Violent Restitution (1988.) (SPV GmbH)
- Shotgun Justice (1990.) (Fringe Rec.)
- Open Hostility (1991.) (Fringe Rec.)
- Exhumed (1994.) (Steamhammer)
- Decibels (1997.) (Hypnotic Records)

## Vanjske poveznice
- Službana Myspace stranica